# 迫降危機
《迫降危機》（英語：Plane）是一部2023年美國動作驚悚片，由尚-法蘭蘇瓦·瑞西執導，查爾斯·康明和J·P·戴維斯編劇，傑拉德·巴特勒與麥克·寇特領銜主演。劇情講述一架飛機降落在菲律賓霍洛島，島嶼為三不管不法之地，乘客被島上的當地武裝分子劫持為人質，唯有駕駛飛機的商業執照飛行員與一名罪犯聯手才能拯救乘客們並逃出島嶼。
《迫降危機》2023年1月13日在美國上映，獲得影評界正面居多的評價。

## 劇情
商業飛行員布羅迪·托倫斯是前英國皇家空軍飛行員，現駕駛開拓者航空公司（Trailblazer Airlines Flight）119號航班從新加坡經東京飛往檀香山。他的飛機在南海遭受風暴損壞後，布羅迪被迫將飛機降落在菲律賓霍洛島；迫降過程中，一名空姐和陪同兇殺案嫌疑人路易斯·加斯帕的皇家加拿大騎警身亡。
在紐約市，開拓者的董事會致電危機處理人斯卡斯代爾處理。由於菲律賓當局不願派軍隊進入阿布沙耶夫叛軍控制的島嶼，斯卡斯代爾聯絡一支私人單位軍隊營救乘客。布羅迪在加斯帕的陪同下前往叢林尋求幫助。在一座廢棄的倉庫，布羅迪修好一台電話後致電給上司和女兒，告知他們的位置，但被一名叛軍成員襲擊，加斯帕前來支援他。他們發現了被叛軍用來製作勒索影片的場所，然後跑回飛機，但被叛軍領導人君瑪首領已來到現場，殺死了一對試圖逃跑的韓國夫婦，並劫持了倖存的乘客和機組人員，意圖向他們的家人勒索大筆贖金。
叛軍們離開後，布羅迪和加斯帕制伏了剩餘的叛軍成員，逼迫對方說出大本營的位置。離開前，布羅迪給救援隊留下了眾人遭綁架的訊息字條。在叛軍藏身處，布羅迪和加斯帕殺死了人質的警衛，並將他們偷偷帶上了一輛公車。布羅迪決定留下來分散叛軍的注意力，但君瑪命令手下處決他；由謝爾貝克領導的救援隊及時趕來，救走布羅迪，同時令君瑪的手下傷亡慘重。
回到飛機後，布羅迪和副機長山繆·達利設法讓飛機再次發動，並將乘客們召回機艙內準備起飛。謝爾貝克小隊與加斯帕一起擊退追來的敵軍，但加斯帕之後選擇獨自支援謝爾貝克小隊搭上飛機，並阻止君瑪用RPG炸毀飛機的企圖；布羅迪在起飛時利用飛機輪子殺死了君瑪。飛機起飛後，更多的叛軍隨之到來，加斯帕帶著僱傭兵帶來的一袋錢逃進了叢林。
飛機損壞嚴重、燃油不足，無法進行長途旅行，但布羅迪設法將飛機降落在鄰近的希亞西機場，最終被政府軍營救；布羅迪雖然一身傷，但受到了乘客和機組人員的肯定。

## 演員
- 傑拉德·巴特勒飾演布羅迪·托倫斯（Brodie Torrance）
- 麥克·寇特飾演路易斯·加斯帕（Louis Gaspare）
- 安柚鑫飾演山繆·達利（Samuel Dele）
- 托尼·戈德溫飾演斯卡斯代爾（Scarsdale）
- 丹妮拉·皮內達飾演邦妮（Bonnie）
- 保羅·班-維特（英语：Paul Ben-Victor）飾演漢普頓（Hampton）
- 雷米·阿德萊克（Remi Adeleke）飾演謝爾貝克（Shellback）
- 喬伊·斯洛尼克（英语：Joey Slotnick）飾演辛克萊（Sinclair）
- 伊凡·丹恩·泰勒（Evan Dane Taylor）飾演君瑪首領（Datu Junmar）
- 奧利佛·特維納（Oliver Trevena）飾演卡佛（Carver）
- 哈萊·赫金（Haleigh Hekking）飾演丹妮拉（Daniela）
- 凱莉·葛爾飾演凱蒂（Katie）
- 莉莉·克魯格（英语：Lilly Krug）飾演布莉（Brie）
- 奎因·麥克弗森（Quinn McPherson）飾演多納休（Donahue）

## 發行
《迫降危機》由獅門安排2023年1月13日在美國院線上映，此前安排的上映日為2023年1月27日。

## 反響
《迫降危機》在爛番茄網站上根據156篇評論而持有76%的新鮮度，平均評分為6／10。影評人共識評論：「《迫降危機》打造了一部標準的動作冒險之旅，層次僅比DVD首映電影高上一截，但傑拉德·巴特勒的存在加了分，驚悚片愛好者可能仍覺得這是一趟相當有趣的體驗。」Metacritic則根據43位影評人而給出62分，代表「普遍正面的評價」。

## 續集
據2023年2月的報導，麥克·寇特將在名為《渡航危機》（Ship）的續集電影中回歸出演路易斯·加斯帕，尚-法蘭蘇瓦·瑞西以執行製片人的身份回歸。傑拉德·巴特勒有望客串演出。

## 外部連結
- 互联网电影数据库（IMDb）上《迫降危機》的资料（英文）